# Asia DeMarcos
Asia DeMarcos est une actrice américaine, née dans l'Iowa (États-Unis).

## Filmographie

### Cinéma
- 2000 : Miss Détective (Miss Congeniality) : Alana Krewson, Miss Hawaii
- 2003 : La Vie de David Gale (The Life of David Gale) : Reporter TV

### Télévision
- 2003 : Fastlane (série télévisée) épisode Popdukes: femme dans le Club
  - Adam Sullivan ("A.U.S.A." série télévisée) épisode Sullivan, Rakoff, & Associate : Diamond
  - The Law and Mr. Lee (téléfilm) : Rosie Chin
- 2006 : "The Jake Effect" (série télévisée) épisode Parent Teacher Conference : fille Apple Martini
- 2007 : American Body Shop, série télévisée, épisode 1.5 Million Dollar Year : serveuse
- 2007 : Moonlight, série télévisée, épisode 1.5 Arrested Development : agent fédéral
- 2009 : Les Experts : Manhattan, série télévisée, épisode 5.17 Green Peace : officier EMS
- 2009 : Castle, série télévisée, épisode 1.16 Always Buy Retail : gérant yoga
- 2010 : How I Met Your Mother, série télévisée, épisode 5.18 Say Cheese : épouse japonaise
- 2010 : The Whole Truth, série télévisée, pilote : journaliste
- 2012 : Kirby Buckets, téléfilm de David Bowers : maman faisant l'école à la maison pour des filles
- 2014 : Star Trek Continues, série télévisée, épisode 1.3 Fairest of Them All : Marlene Moreau